# Palimmeces pseudomorpha
Palimmeces pseudomorpha is een vlinder uit de familie van de sikkelmotten (Oecophoridae). De wetenschappelijke naam van de soort werd in 1937 als Antidica pseudomorpha gepubliceerd door Alfred Jefferis Turner.